# Onze-Lieve-Vrouw Visitatiekerk (Oosterblokker)
De Onze-Lieve-Vrouw Visitatiekerk is een rooms-katholieke kerk in Oosterblokker.
De kerk werd in 1846 gebouwd voor de statie Onze-Lieve-Vrouw Visitatie, die in 1856 tot zelfstandige parochie werd verheven. De architect was Theo Molkenboer. Hij ontwierp een eenbeukige kerk in neoclassicistische stijl, met een kleine klokkentoren op de gevel.
In januari 2013 is de parochie gefuseerd met die van Hoorn NH, Blokker (Westerblokker), Westwoud en Zwaag tot de Parochie Heilige Matteüs.